# Marconi Express
El Marconi Express, también abreviado como MEX, es una línea de tren elevada automática (sin conductor) que se encuentra en la ciudad de Bolonia (Italia). El Marconi Express conecta la estación de Bolonia Central con el Aeropuerto de Bolonia.
Fue inaugurado el 18 de noviembre de 2020.
Un viaje por todas las estaciones toma 7.5 minutos (5.1 kilómetros - 3 estaciones) y los trenes circulan con una frecuencia de 7.5 minutos. Las estaciones poseen facilidades para el acceso de personas con discapacidades físicas. El People Mover es operado por la Trasporto Passeggeri Emilia-Romagna (TPER).
El proyecto tecnológico es de INTAMIN TRANSPORTATION.
El proyecto civil es de MATE Engineering e STS, de Bologna. El proyecto arquitectónico es de Massimo Iosa Ghini. Los trenes son de Intamin.

## Sitios web
- Sitio oficial

- Datos: Q6757787
- Multimedia: Marconi Express / Q6757787